# Mostra de Venise 1937

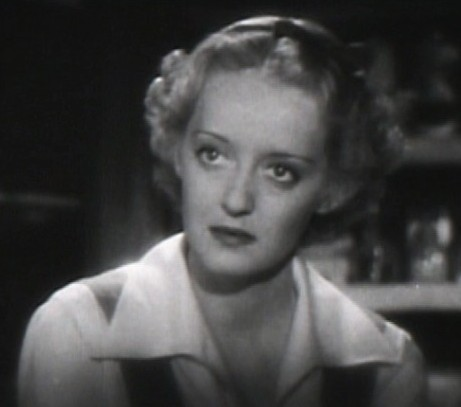
Capture d'écran recadrée de Bette Davis de la bande-annonce du film The Petrified Forest.

La Mostra de Venise 1937 — ou la 5e édition de la Mostra de Venise ou encore la 5e édition du Festival international du film de Venise (en italien : 5ª edizione della Mostra internazionale d'arte cinematografica) — est un festival de cinéma international qui s'est tenu à Venise en Italie du 10 août au 3 septembre 1937.

## Jury
- Giuseppe Volpi (président, Italie), Luigi Chiarini (Italie), Sandro De Feo (Italie), Luigi Freddi (Italie), Mario Gromo (Italie), Esodo Pratelli (Italie), René Jeanne (France), Neville Kearney (Grande-Bretagne), Oswald Lehnich (Allemagne), Karl Melzer (Allemagne), Georges Lourau (France), Ryszard Ordyński (Pologne), Louis Villani (Hongrie).

## Palmarès
- Coupe Mussolini du meilleur film étranger: Un carnet de bal de Julien Duvivier
- Coupe Mussolini du meilleur film italien : Scipion l'Africain (Scipione l'Africano) de Carmine Gallone
- Coupe Volpi pour la meilleure interprétation masculine : Emil Jannings pour Der Herrscher de Veit Harlan
- Coupe Volpi pour la meilleure interprétation féminine : Bette Davis pour Le Dernier combat (Kid Galahad) de Michael Curtiz et pour Femmes marquées (Marked Woman) de Lloyd Bacon
- Prix de la meilleure réalisation : Robert Flaherty et Zoltan Korda pour Elephant Boy
- Prix du meilleur ensemble artistique : La Grande Illusion de Jean Renoir
- Meilleure photographie : J. Peverell Marley pour Sous les ponts de New York (Winterset) d'Alfred Santell
- Prix du meilleur scénario : Les Perles de la couronne de Sacha Guitry et Christian-Jaque